# Veliki Lipoglav
Veliki Lipoglav je vas v Mestni občini Ljubljana. Južno od njega je vas Mali Lipoglav.